# Edward Hardman
Edward Townley Hardman (* 6. April 1845 in Drogheda in Irland; † 30. April 1887 in Dublin, ebenda) war ein Geologe, der die ersten Goldfelder in Australien fand. 

## Leben
Hardmann hatte neben seiner Ausbildung zum Geologen auch einen Abschluss in Bergbau. 1870 nahm er seine Tätigkeit für den Geological Survey of Ireland auf und wurde 1871 in die Royal Geological Society of Ireland und 1874 in die Chemical Society of London aufgenommen.
Hardman wurde vom Colonial Office der Regierung von Western Australia zu ihrem Geologen bestimmt und erreichte Perth im März 1883. Zuvor hatte die Regierung im Jahre 1872 einen Preis von £ 5000 für die Entdeckung des ersten wirtschaftlich verwertbaren Goldfelds ausgesetzt. Phillip Saunders suchte daraufhin am Ord River im östlichen Kimberley und fand Gold. die Regierung hielt Hardman für den geeigneteren Expeditionsleiter und 1884 fand die Expedition von Hardman Gold in Wasserläufen, was darauf schließen ließ, dass Goldvorkommen zu finden waren. Anschließend wurde Gold von einer Expedition am Hall Creek am 14. Juli 1885 gefunden. Diese Expedition von Charles Hall und John Slattery fand Gold in verschiedenen Gebieten, von denen Hardman berichtet hatte.
Er hielt sich auch in der Gegend von Perth auf und entdeckte Zinn bei Greenbushes und berichtete von artesischem Wasser in dem Gebiet von Perth. 
Im Oktober 1885 zog Hardman zurück nach Irland, weil die Regierung die weitere Arbeit von ihm nicht finanzieren wollte. In Irland starb er im Hospital von Dublin im Alter von 42 Jahren und hinterließ seine Witwe mit zwei Kindern.
Bevor er Western Australia verließ, meldete er seinen Anspruch auf den ausgesetzten Preis an. Die Regierung entschied den Preis nicht auszubezahlen, da die Bedingungen nicht in Gänze erfüllt worden seien. Jedoch wurden der Witwe von Hardman £500 und der Expedition von Hall ebenso £500 ausbezahlt. Saunders, der als Erster Gold dort fand, erhielt nichts.
Hardman war der Autor von sehr bedeutenden Publikationen über die Geologie Irlands, aber seine Arbeit in Australien als Entdecker der ersten Goldfelder in den britischen Kolonien ist weitaus bekannter.